# Let Yourself Go (canção de James Brown)
"Let Yourself Go" é um canção funk de 1967 gravada por James Brown e lançada como single pela King Records em 1967.

## História
Brown gravou "Let Yourself Go" nos intervalos de sua agenda de dez dias de apresentações no nightclub Latin Casino. Um versão sem edição desta gravação foi lançada como single e alcançou o número 5 da parada R&B e número 46 da parada Pop, e apareceu no álbum James Brown Sings Raw Soul. Uma versão de 3:47 minutos de duração com overdub de aplausos foi incluída no álbum de Brown Live at the Garden. A mesma canção sem edições ou overdubs está no box set de 1991 Star Time. A Expanded Edition de 2009 de Live at the Garden inclui versões da canção com e sem overdubs, bem como uma versão instrumental e uma com um "false start" durante as gravações em estúdio.

## "There Was a Time"
Brown e seus músicos continuaram a fazer experimentos com o arranjo de "Let Yourself Go" durante os ensaios enquanto estavam em turnê. Eventualmente uma nova canção, "There Was a Time", foi desenvolvida a partir das mudanças acumuladas. Foi gravada ao vivo no palco do Apollo Theater, onde foi a canção com a maior duração durante o medley com "Let Yourself Go" e "I Feel All Right". Lançada em sua forma editada como Lado-B de "I Can't Stand Myself (When You Touch Me)", "There Was a Time" alcançou o número 3 da parada R&B e número 36 da parada Pop. Quando uma versão completa gravada no Apollo apareceu no álbum de Brown de 1968 Live at the Apollo, Volume II, "There Was a Time" foi a única canção com chamada na capa ("This album contains long version of 'There Was A Time'"), E isso ofuscou sua antecessora na medida em que seu título se tornou o nome coloquial para todo o medley.